# Mellanhäran
Mellanhäran är skär i Åland (Finland). De ligger i Skärgårdshavet och i kommunen Kökar i landskapet Åland, i den sydvästra delen av landet. Öarna ligger omkring 51 kilometer öster om Mariehamn och omkring 230 kilometer väster om Helsingfors. Mellanhäran ligger 5 meter över havet.
Arean för den av öarna koordinaterna pekar på är 2,8 hektar och dess största längd är 250 meter i sydöst-nordvästlig riktning. Trakten är glest befolkad. Närmaste större samhälle är Kökar, 8,6 km sydost om Mellanhäran.